# Пристромы
Пристро́мы (укр. Пристроми) — село, входит в Переяслав-Хмельницкий район Киевской области Украины.
Население по переписи 2001 года составляло 1880 человек. Почтовый индекс — 08410. Телефонный код — 4567. Занимает площадь 4,16 км².

## География
Село Пристромы расположено на правом берегу реки Трубеж в 20 км северо-западнее районного центра на 7 км от автомагистрали М03 Киев — Харьков. Расстояние до районного центра – шоссейным путём 22 км.

## Местный совет
08410, Київська обл., Переяслав-Хмельницький р-н, с. Пристроми.

## Люди
Пётр Петро́вич Толо́чко (1938—2024) — советский и украинский историк-медиевист, археолог, профессор (1988), академик НАН Украины (18.05.1990), иностранный член Российской академии наук (22.12.2011), в 1987—2017 директор Института археологии НАН Украины — а ныне его почётный директор, народный депутат Украины III—IV созывов (1998—2006), член Академии Европы и Международного союза славянской археологии, двукратный лауреат Государственной премии Украины в области науки и техники.